# Bạch Đông Ôn
Bạch Đông Ôn (1811-1881) tự là Hòe Phủ, là một danh thần trong triều đình nhà Nguyễn, từng đỗ Hoàng giáp dưới thời vua Minh Mạng, làm đến Lang trung dưới thời vua Thiệu Trị, được vua Tự Đức truy sắc "Diên Thọ quận công".
Đời vua Thiệu Trị, khi đang làm quan Ngự sử, ông nhiều lần can gián triều đình, ra sức can ngăn việc đem quân đi lấn chiếm, đề nghị cho bãi binh để quân sĩ được nghỉ ngơi, phục hồi sức lực.

## Thân thế
Bạch Đông Ôn sinh năm Tân Mùi 1811, quê ở xã Lạc Tràng, Kim Bảng cũ, nay thuộc phường Quang Trung, Thành phố Phủ lý. Ông là con trai trưởng của cụ Bạch Quốc Bính.
Sinh thời, ông học rất thông minh. Ông thi đỗ Cử nhân khoa Giáp Ngọ (1834 - 24 tuổi), năm 25 tuổi đỗ Đệ nhị giáp Tiến si xuất thân (Hoàng Giáp) khoa Ất Mùi, niên hiệu Minh Mệnh thứ 16 (1835).

## Sự nghiệp quan trường
Sau khi thi đỗ Hoàng Giáp, trước sau chỉ giữ một chức quan bậc trung, tính tình cương trực, điềm đạm và sống liêm khiết. Đời vua Thiệu Trị, khi đang làm quan Ngự sử, ông nhiều lần can gián triều đình, ra sức can ngăn việc đem quân đi lấn chiếm, đề nghị cho bãi binh để quân sĩ được nghỉ ngơi, phục hồi sức lực. Nhà vua phải nghe.
Thấy các sứ bộ ta được phái sang nhà Thanh thường được giao nhiệm vụ mua hàng hóa xa xỉ cho triều đình nên các quan chức thường lợi dụng để buôn bán, ông đề nghị nhà vua chỉ nên mua những thứ có nhu cầu thiết thực, còn những thứ xa xỉ khác xin bỏ bớt để tiết kiệm ngân khố. Việc này thì Thiệu Trị phật ý không nghe. Vì thế ông bị nhiều người ghen ghét, nhất là các quan chức ngoại giao.
Bạch Đông Ôn sống rất giản dị, thanh đạm. Thường ngày chỉ ăn cơm rau dưa, cà ghém. Uống rượu thường chỉ thích nhắm với lạc rang. Khi đi thanh tra các tỉnh miền Bắc để xem xét việc quan tham ô lại, ông tỏ thái độ công bằng, có công thì thưởng, có tội thì phạt, không ăn của hối lộ đút lót.
Năm 1847, khi đang làm Lang trung bộ Lễ, vì bị ốm, ông dâng sớ xin nghỉ về quê chữa bệnh. Vua Thiệu Trị vốn không ưa gì con người cương trực thẳng thắn ấy, nên nổi giận, cho rằng ông thoái thác việc triều đình, giáng chức ông xuống làm Chủ sự, rồi bắt phải "về hưu non" khi ông mới 36 tuổi. Ông nghỉ hưu ở phố Hàng Đào, Hà Nội làm nghề dạy học, lúc rỗi ông chỉ uống rượu ngâm thơ để làm vui.
Với cuộc sống đời thường, ông cũng hết sức đạm bạc, thích uống rượu với ngô rang, cơm ăn chỉ có tương cà, dưa mắm. Bạn bè và học trò cũ của ông thấy vậy đem tiền bạc đến biếu, ông nhất định không nghe, ai biếu rượu thì ông nhận. Sau có người bạn bỏ bạc nén vào hũ rượu rồi cho người nhà mang đến biếu, ông uống hết rượu thấy có bạc trong hũ liền mang trả cả hũ lẫn bạc.
Khi quân Pháp xâm lược, ông cùng một số sĩ phu có tư tưởng tiến bộ đứng vào hàng ngũ "Tân đảng", với mục đích duy tân cứu quốc. Ông vẫn là một nhà nho sáng suốt trong khi phần đông sĩ phu còn chìm đắm trong lối học cũ. Nguyễn Tư Giản và các đồng chí trong "Tân đảng" rất mến mộ tài năng và kiến thức của ông ví ông như Đào Tĩnh Tiết (tức Đào Tiềm), có phẩm cách cao khiết.
Khi Pháp đánh chiếm Bắc Kỳ, ông cùng một số sĩ phu mưu tính khởi nghĩa, nhưng việc bại lộ, bị giặc bắt. Được tha về, ông chán nản, quay lại cuộc sống ẩn dật. Khi Bạch Đông Ôn mất (1881), vua Tự Đức có viếng bốn chữ "Thanh bạch vi thủ" (Thanh bạch làm đầu) và truy tặng sắc: "Diên Thọ quận công".

## Tác phẩm
Bạch Đông Ôn có 50 bài thơ in chung với Cao Bá Quát, Nguyễn Văn Siêu, Nguyễn Văn Lý trong "Danh ngôn thi tập". Trong "Hoè Phủ thi tập" có 70 bài vịnh cảnh, tả người, dạy con cháu... Ngoài thơ, Bạch Đông Ôn còn viết nhiều câu đối và văn xuôi.

## Hậu nhân
Bạch Đôn sinh ở Lạc Tràng, là con trưởng cụ Bạch Đông Ôn. Sinh thời cụ học vấn thông minh, thi trúng 2 khóa tam trường. Nhờ cha được tặng chức ấm tử, mở trường dạy học ở phố Hàng Đào Hà Nội. Cụ lấy cụ bà người họ Đỗ ở thôn Tại Gia, tỉnh Hà Đông. Sinh được 2 trai. Trưởng nam là Bạch Cư Thận (tức Hãn).Trai thứ 2 là Bạch Thuần.
Sau cụ nghỉ dạy học; chiêu tập văn thân dựng hội Đông Kinh Nghĩa Thục giảng sách khảo cứu cổ văn, để dễ hoạt động Cách mạng. Cụ tự xưng là "Tam nguyên Đô Đốc, thêu cờ trượng nghĩa Bình Tây; mưu sự chưa thành bị tiết lộ giặc Pháp bắt được; Cụ nhất định không khai báo gì cả; giả làm người điên cuồng chữ; khi đó nhờ học trò cụ Hoàng Giáp làm quan lại tay sai của Pháp xin hộ, nên được tha về. Rồi bọn Pháp lại dụ cụ ra làm quan, cụ từ chối; cụ đi ẩn dật các chùa chơi với các sư, sống đến năm 72 tuổi. Khi cụ mất hội văn thân thêu 8 chữ viếng cụ: "Đông Kinh nghĩa sĩ, Nam Quốc dật nhân".